# Unione Sportiva Vibonese Calcio 2010-2011
Questa voce raccoglie le informazioni riguardanti dell'Unione Sportiva Vibonese Calcio nelle competizioni ufficiali della stagione 2010-2011.

## Rosa
| N. |                   | Ruolo | Calciatore          |
| -- | ----------------- | ----- | ------------------- |
|    | Italia (bandiera) | A     | Alessandro Beccaria |
|    | Italia (bandiera) | A     | Giuseppe Condito    |
|    | Italia (bandiera) | D     | Pasquale Cosentino  |
|    | Italia (bandiera) | D     | Alessio Del Tongo   |
|    | Italia (bandiera) | D     | Federico Del Vivo   |
|    | Italia (bandiera) | C     | Marco De Velli      |
|    | Italia (bandiera) | C     | Emiliano Dominici   |
|    | Italia (bandiera) | D     | Mattia Donati       |
|    | Italia (bandiera) | A     | Alessandro Ficara   |
|    | Italia (bandiera) | C     | Leonardo Gatto      |
|    | Italia (bandiera) | D     | Giuseppe Geraldi    |
|    | Italia (bandiera) | A     | Simone Grillo       |
|    | Italia (bandiera) | C     | Matteo Mazzetto     |
|    | Italia (bandiera) | P     | Riccardo Mengoni    |

| N. |                   | Ruolo | Calciatore           |
| -- | ----------------- | ----- | -------------------- |
|    | Italia (bandiera) | C     | Fabrizio Mineo       |
|    | Italia (bandiera) | A     | Alessandro Napoli    |
|    | Italia (bandiera) | D     | Giacomo Paoli        |
|    | Italia (bandiera) | A     | Roberto Pasca        |
|    | Italia (bandiera) | D     | Nicolò Perna         |
|    | Italia (bandiera) | C     | Valerio Petrucci     |
|    | Italia (bandiera) | C     | Adriano Rugiero      |
|    | Italia (bandiera) | C     | Francesco Ruggiero   |
|    | Italia (bandiera) | C     | Giuseppe Santangelo  |
|    | Italia (bandiera) | P     | Giuseppe Sarao       |
|    | Italia (bandiera) | A     | Andrea Saturno       |
|    | Italia (bandiera) | D     | Andrea Scrugli       |
|    | Italia (bandiera) | P     | Valerio Senatore     |
|    | Italia (bandiera) | D     | Alessandro Stefanini |